# Rok Święty Jakubowy
Rok Święty Jakubowy, (łac.) Annus Sanctus Iacobeo, (hiszp.) Año Santo Jacobeo, (galic.) Ano Santo Xacobeo, (fr.) Année Sainte Compostellane, w powszechnym użyciu funkcjonuje Xacobeo (wymowa siakobeo), co dosłownie znaczy Jakubowy – rok jubileuszowy obchodzony, gdy święto św. Jakuba Apostoła, tj. 25 lipca, przypada na niedzielę. Możliwość taka przypada co 6, 5, 6 i 11 lat. Wierni, którzy nawiedzą grób św. Jakuba w katedrze w Santiago de Compostela (lub innym miejscu, w którym znajdują się relikwie św. Jakuba), wyznają wiarę katolicką, odmówią modlitwy w intencjach podanych przez papieża oraz przystąpią w czasie 15 dni przed lub 15 dni po nawiedzeniu grobu do spowiedzi i komunii mogą otrzymać odpust zupełny. Pierwszy rok święty przypadł w 1126 a ustanowiony został przez papieża Kaliksta II.

## Tabela
|     | +6   | +5   | +6   | +11  |
| --- | ---- | ---- | ---- | ---- |
| +28 | 1909 | 1915 | 1920 | 1926 |
| +28 | 1937 | 1943 | 1948 | 1954 |
| +28 | 1965 | 1971 | 1976 | 1982 |
| +28 | 1993 | 1999 | 2004 | 2010 |
| +28 | 2021 | 2027 | 2032 | 2038 |
| +28 | 2049 | 2055 | 2060 | 2066 |
| +28 | 2077 | 2083 | 2088 | 2094 |